# Giulio Angioni

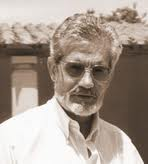
Giulio Angioni 2010.

Giulio Angioni, född 28 oktober 1939 i Guasila på Sardinien, död 12 januari 2017 i Cagliari på Sardinien, var en italiensk författare och antropolog.
Giulio Angioni, tillsammans med Maria Giacobbe, Gavino Ledda, Sergio Atzeni och många andra, var en av de mest kända författarna i den nya litteraturen från Sardinien, efter den föregående generationen författare som Grazia Deledda, Emilio Lussu, Giuseppe Dessi och Salvatore Satta.